# Крейсери-вертольотоносці типу «Андреа Доріа»
«Андреа Доріа» (італ. Classe Andrea Doria)  — крейсери-вертольотоносці військово-морських сил Італії 1960-1990-х років.

## Представники
| Назва                         | Номер | Верф                  | Закладений            | Спущений на воду      | Вступив у стрій        | Доля                                    |
| ----------------------------- | ----- | --------------------- | --------------------- | --------------------- | ---------------------- | --------------------------------------- |
| Андреа Доріа Andrea Doria     | C 553 | CNR, Riva Trigoso     | 11 травня 1958 року   | 27 лютого 1963 року   | 23 лютого 1964 року    | знятий з озброєння 19 липня 1991 року   |
| Кайо Дуіліо Caio Duilio       | C 554 | Castellammare         | 16 травня 1958 року   | 22 грудня 1962 року   | 30 листопада 1964 року | знятий з озброєння 30 вересня 1992 року |
| Енріко Дандоло Enrico Dandolo | C 555 | будівництво скасоване | будівництво скасоване | будівництво скасоване | будівництво скасоване  | будівництво скасоване                   |

## Історія створення
Крейсери-вертольотоносці типу «Андреа Доріа» були першими італійськими повоєнними великими кораблями. вони призначались для протичовнової оборони оперативних груп та конвоїв. ВМС Італії планував побудувати 3 кораблі, але будівництво третього було скасоване на користь більшого корабля «Вітторіо Венето».

## Конструкція

### Корпус
Крейсери «Андреа Доріа» розроблялись на базі ескадрених міноносців типу «Імпавідо». У кораблів була збільшена ширина корпуса, що дозволило розмістити ангар розмірами 30 x 16 м та польотну палубу в кормовій частині корабля. 
Силова установка складалась з 4 котлів «Foster & Wheleer» та 2 парових турбін потужністю 60 000 к.с., що забезпечувало швидкість у 31 вузол.

### Озброєння
Крейсери «Андреа Доріа» були озброєні вісьмома 76-мм гарматами 76mm OTO Melara та шістьма 324-мм торпедними апаратами «Mk 32 SVTT». Протиповітряну оборону забезпечували 2 ЗКР RIM-2 Terrier, які у 1980 році були замінені на ЗРК RIM-66/67 Standard. Для управління бойовими системами корабля була встановлена автоматизована система SADOC.
Радіоелектронне обладнання складалось з радарів SPS-12 та SPS-39A для контролю за повітряним простором, радара SPQ-2 для контролю за морськими цілями, а також сонара SQS-39.
Управління вогнем здійснювала система італійської розробки «NA-9 Orion» з радаром RTN-10X.
На кораблях розміщувались 2 вертольоти SH-3 Sea King або 4 вертольоти Agusta-Bell 212.